# Rodrigo Galatto
Rodrigo José Galatto (né le 10 mars 1983 à Porto Alegre) est un footballeur brésilien. Il joue comme gardien de but.

## Palmarès

### Clubs
- Grêmio Porto Alegre
  - Vainqueur du Championnat Série B du Brésil en 2005.
  - Vainqueur du Championnat de l'État du Rio Grande do Sul en 2006 et 2007[2].
- Clube Atlético Paranaense
  - Vainqueur du Championnat de l'État du Paraná en 2009.
- PFC Litex Lovetch
  - Vainqueur du Championnat de Bulgarie en 2010.